# Westelbeers
Westelbeers est une localité de la commune néerlandaise d'Oirschot, dans le Brabant-Septentrional. Le 1er janvier 2006, Westelbeers comptait 366 habitants.
Westelbeers n'est ni un village ni un hameau, mais plutôt une collection de plusieurs hameaux et fermes le long de quatre routes, à 3 km au sud-sud-est de Middelbeers. Westelbeers est situé à 20 mètres au-dessus du niveau de la mer, dans une région de landes parsemés d'étangs.
En 1803, Westelbeers a formé avec Oostelbeers et Middelbeers la commune d'Oost-, West- en Middelbeers. Depuis le 1er janvier 1997, cette commune a été annexée par la commune d'Oirschot.